# Graphium epaminondas
Andaman Swordtail (Graphium epaminondas) là một loài bướm đẹp được tìm thấy ở Ấn Độ thuộc họ Papilionidae. Nó từng được xếp là một phụ loài của Fivebar Swordtail (Graphium antiphates) nhưng ngày nay là một loài riêng biệt.

## Phân bố
Mặc dù là loài đặc hữu của quần đảo Andaman, India, sự phân bố của chúng ít được biết đến. Nó đã từng có mặt với số lượng lớn ở vườn quốc gia Mount Harriet và những nơi khác ở S. Andamans.

## Hình ảnh

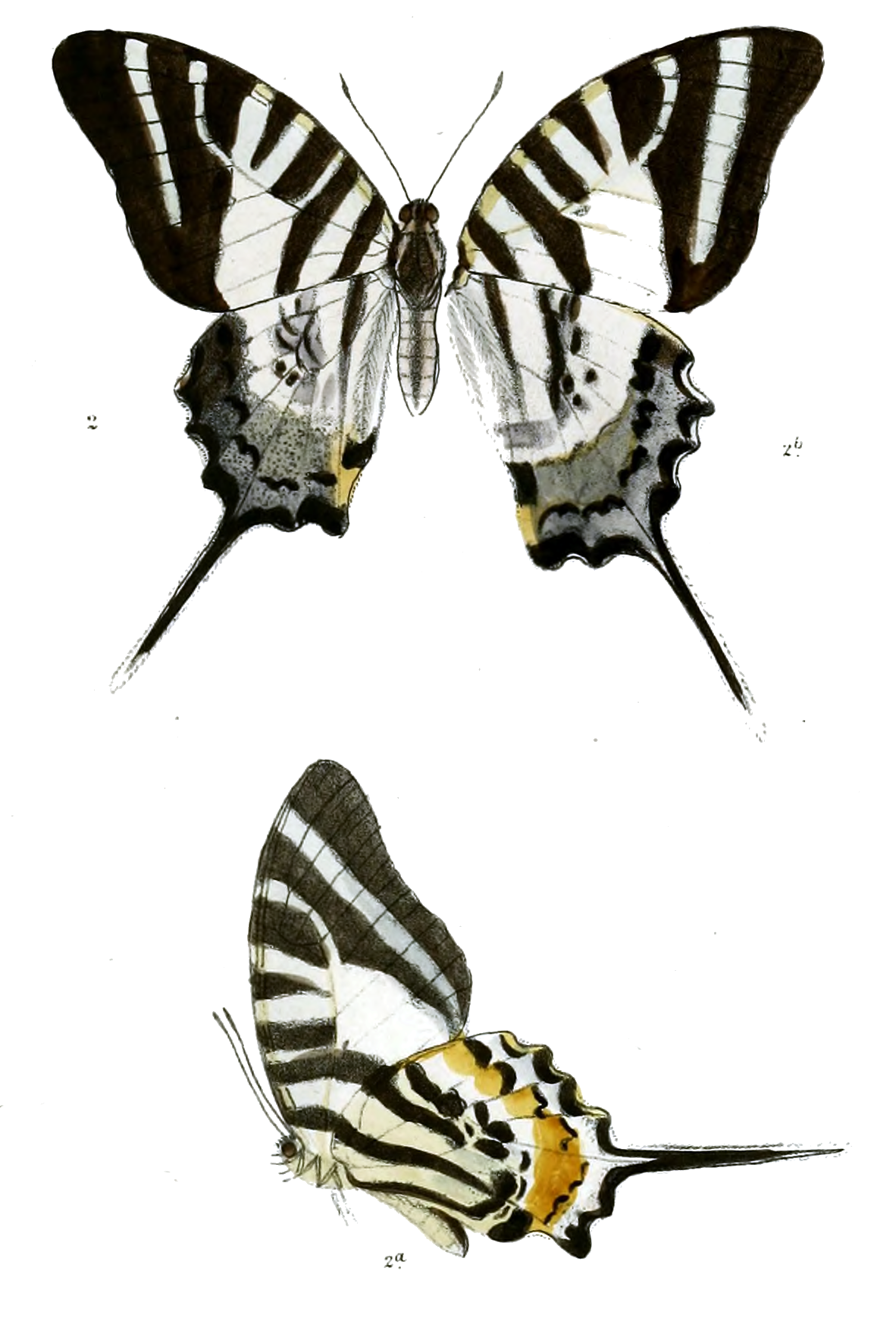
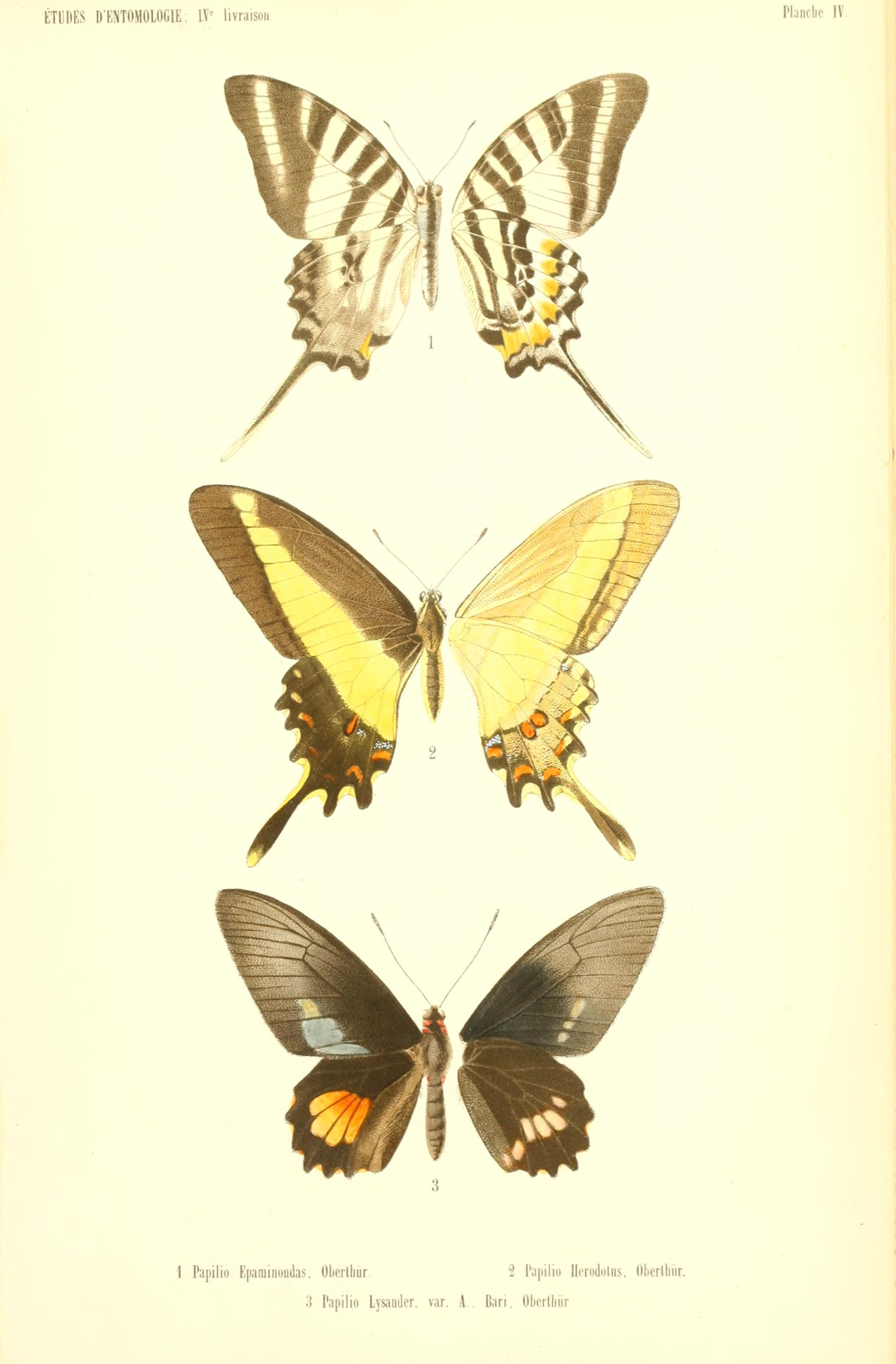